# Liste des maires de Mopti
Le Maire de Mopti dirige la municipalité de Mopti, chef-lieu de région au Mali. La commune mixte de Mopti instaurée en 1919 est érigée en commune de plein exercice en 1955. Après l'indépendance, la ville chef-lieu de région, obtient le statut de commune urbaine.

## Chronologie
- 29 décembre 1919 : Arrêté général portant création de la commune mixte de Mopti.
- 1922 : début du fonctionnement de la commune
- 1938-1952 : la commune est supprimée.
- 1er décembre 1952 : Arrêté général n° 765/IN-API rétablit la commune.
- 1955 : Mopti est érigée en commune de plein exercice[2]
- octobre 1956 : premières élections municipales.

## Liste des maires
Les personnalités suivantes ont dirigé les exécutifs successifs depuis 1956.
| Période | Période | Identité              | Étiquette           | Qualité                                  |
| ------- | ------- | --------------------- | ------------------- | ---------------------------------------- |
| 1956    | 1967    | Baréma Bocoum         | US RDA              |                                          |
| 1967    | 1968    | Kisso Abdou Cissé     | Délégation spéciale | Adjoint au Commandant de Cercle          |
| 1968    | 1969    | Oumar Tembely         | Délégation spéciale | ingénieur topographe                     |
| 1969    | 1973    | Cheick Sidibé         | Délégation spéciale | Officier de l'Armée, Lieutenant          |
| 1973    | 1978    | Mamoudou Barry        | Délégation spéciale | ingénieur topographe                     |
| 1978    | 1979    | Oumar Tembely         | Délégation spéciale | ingénieur topographe                     |
| 1979    | 1985    | Oumar Tembely         | Maire élu           | ingénieur topographe                     |
| 1985    | 1988    | Sory Konaké           |                     | Inspecteur de l’Enseignement Fondamental |
| 1988    | 1991    | Oumar Tembely         |                     | ingénieur topographe                     |
| 1991    | 1992    | Ibrahima Tembely      | Délégation spéciale | Directeur d’école en retraite            |
| 1992    | 1997    | Ahmadou Kisso Cissé   | Maire élu           | Avocat                                   |
| 1997    | 1998    | Seydou Khalifa Traoré | Délégation spéciale | 1er Adjoint au Commandant de Cercle      |
| 1998    | 2004    | Ahmadou Kisso Cissé   | Maire élu           | Avocat                                   |
| 2004    | 2004    | Abdramane Tangara     | Délégation spéciale | Administrateur civil                     |
| 2004    | 2016    | Oumar Bathily         | URD                 | Administrateur civil                     |
| 2016    |         | Issa Kensaye          | Yéléma              | Entrepreneur                             |